# Kanton Auneau
Der Kanton Auneau ist seit 1790 ein französischer Wahlkreis im Arrondissement Chartres, im Département Eure-et-Loir und in der Region Centre-Val de Loire; sein Hauptort ist Auneau-Bleury-Saint-Symphorien.

## Gemeinden
Der Kanton besteht aus 32 Gemeinden mit insgesamt 25.707 Einwohnern (Stand: 1. Januar 2022) auf einer Gesamtfläche von 375,22 km²:
| Gemeinde                       | Einwohner 1. Januar 2022 | Fläche km² | Dichte Einw./km² | Code INSEE | Postleitzahl |
| ------------------------------ | ------------------------ | ---------- | ---------------- | ---------- | ------------ |
| Ardelu                         | 72                       | 4,07       | 18               | 28009      | 28700        |
| Aunay-sous-Auneau              | 1.511                    | 19,41      | 78               | 28013      | 28700        |
| Auneau-Bleury-Saint-Symphorien | 6.354                    | 34,29      | 185              | 28015      | 28700        |
| Bailleau-Armenonville          | 1.322                    | 17,46      | 76               | 28023      | 28320        |
| Béville-le-Comte               | 1.693                    | 20,12      | 84               | 28039      | 28700        |
| Champseru                      | 347                      | 14,99      | 23               | 28073      | 28700        |
| Châtenay                       | 236                      | 10,27      | 23               | 28092      | 28700        |
| Denonville                     | 773                      | 12,82      | 60               | 28129      | 28700        |
| Écrosnes                       | 860                      | 23,27      | 37               | 28137      | 28320        |
| Francourville                  | 930                      | 18,46      | 50               | 28160      | 28700        |
| Gallardon                      | 3.537                    | 11,27      | 314              | 28168      | 28320        |
| Garancières-en-Beauce          | 222                      | 11,26      | 20               | 28169      | 28700        |
| Houville-la-Branche            | 414                      | 13,88      | 30               | 28194      | 28700        |
| La Chapelle-d’Aunainville      | 243                      | 7,5        | 32               | 28074      | 28700        |
| Le Gué-de-Longroi              | 889                      | 6,9        | 129              | 28188      | 28700        |
| Léthuin                        | 240                      | 7,18       | 33               | 28207      | 28700        |
| Levainville                    | 377                      | 5,55       | 68               | 28208      | 28700        |
| Maisons                        | 403                      | 9,5        | 42               | 28230      | 28700        |
| Moinville-la-Jeulin            | 160                      | 6,05       | 26               | 28255      | 28700        |
| Mondonville-Saint-Jean         | 93                       | 5,44       | 17               | 28257      | 28700        |
| Morainville                    | 17                       | 3,82       | 4                | 28268      | 28700        |
| Oinville-sous-Auneau           | 326                      | 10,38      | 31               | 28285      | 28700        |
| Oysonville                     | 526                      | 9,63       | 55               | 28294      | 28700        |
| Roinville                      | 582                      | 6,83       | 85               | 28317      | 28700        |
| Saint-Léger-des-Aubées         | 257                      | 13,18      | 19               | 28344      | 28700        |
| Sainville                      | 1.037                    | 21,87      | 47               | 28363      | 28700        |
| Santeuil                       | 324                      | 9,24       | 35               | 28366      | 28700        |
| Umpeau                         | 403                      | 11,49      | 35               | 28397      | 28700        |
| Vierville                      | 110                      | 6,81       | 16               | 28408      | 28700        |
| Voise                          | 251                      | 10,39      | 24               | 28421      | 28700        |
| Yermenonville                  | 624                      | 5,04       | 124              | 28423      | 28130        |
| Ymeray                         | 574                      | 6,85       | 84               | 28425      | 28320        |
| Kanton Auneau                  | 25.707                   | 375,22     | 69               | 2802       | –            |

Bis zur landesweiten Neuordnung der französischen Kantone im März 2015 gehörten zum Kanton Auneau die 28 Gemeinden Ardelu, Aunay-sous-Auneau, Auneau, Béville-le-Comte, Champseru, Châtenay, Denonville, Francourville, Garancières-en-Beauce, Houville-la-Branche, La Chapelle-d’Aunainville, Le Gué-de-Longroi, Léthuin, Levainville, Maisons, Moinville-la-Jeulin, Mondonville-Saint-Jean, Morainville, Oinville-sous-Auneau, Orlu, Oysonville, Roinville, Saint-Léger-des-Aubées, Sainville, Santeuil, Umpeau, Vierville und Voise. Sein Zuschnitt entsprach einer Fläche von 299,31 km2. 

## Veränderungen im Gemeindebestand seit der landesweiten Neuordnung der Kantone
2016: 
- Fusion Auneau und Bleury-Saint-Symphorien → Auneau-Bleury-Saint-Symphorien
- Fusion Gommerville (Kanton Voves) und Orlu → Gommerville (Kanton Villages Vovéens)